# Палац Лопацинських (Вільнюс)
Палац Лопацинських (лит. Lopacinskių rūmai), палац Сулістровських (лит. Sulistrovskių rūmai) — палац XVI — XVIII століть у стилі раннього класицизму в Старому місті Вільнюса на вулиці С. Скапо (Skapo g. 4).
Палац є пам'яткою архітектури республіканського значення (AtR 60) і пам'яткою історії місцевого значення (IV 53), охороняється державою, код в Регістрі культурних цінностей Литовської Республіки 765. Палац — важливий урбаністичний формант: його добре видно з площі С. Дауканто, він замикає перспективу вулиці Лейіклос.

## Історія

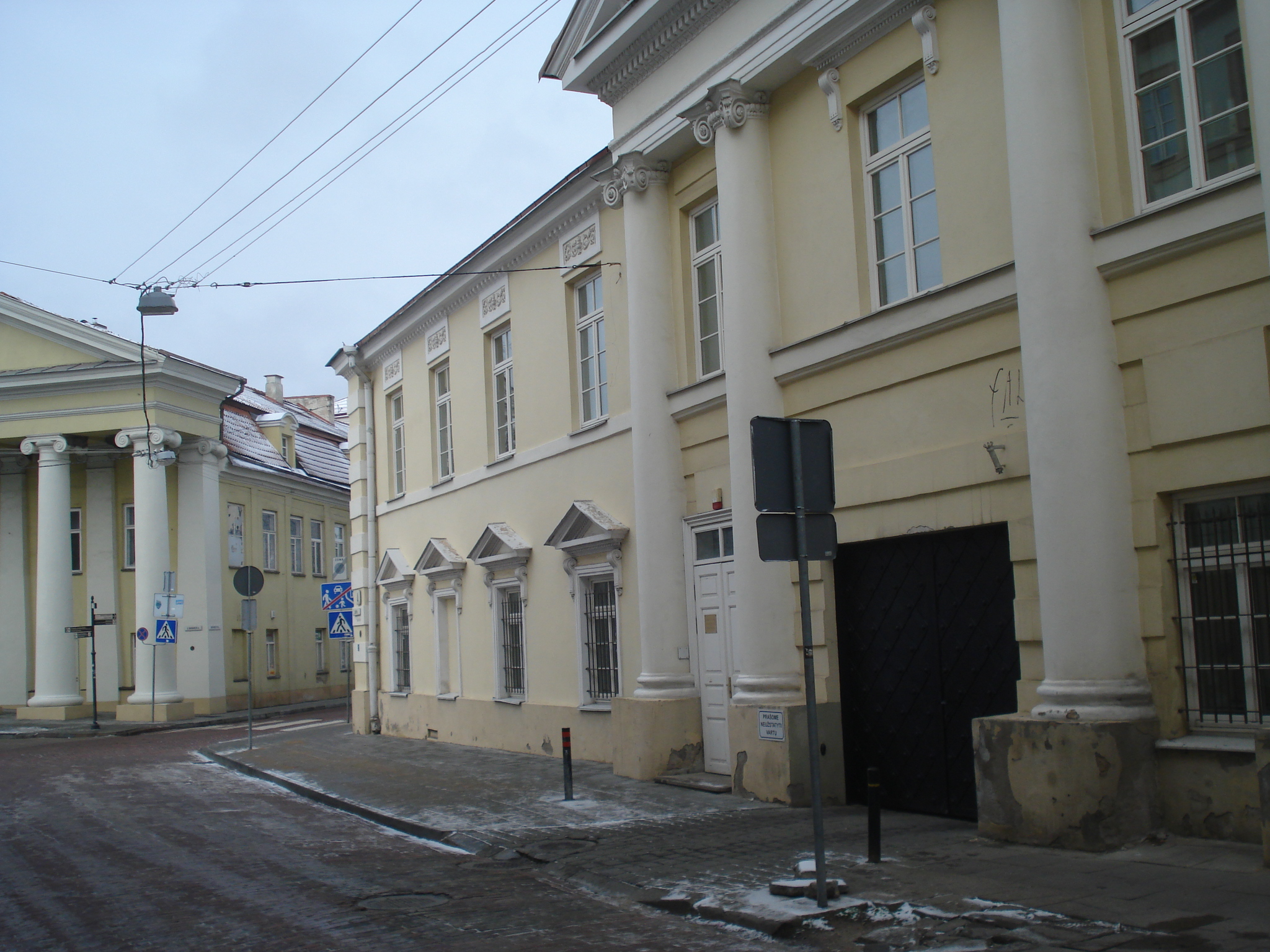
Головний фасад

Кам'яна будівля стояла на цьому місці вже в 1545 році. Наприкінці XVIII століття вона була перебудована в стилі класицизму за проектом архітектора Мартина Кнакфуса. У 1782 — 1854 роках палац належав Сулістровським. У другій половині XIX століття палац став власністю Лопацинських. У 1893 році його ремонтував тодішній власник, купець М. Піньоров. У 1930 році за проектом архітектора Стефана Нарембського західний корпус був пристосований під палац віленського єпископа. У 1942 — 1952 роках на другому поверсі жив композитор Йонас Бендорюс. Він керував Вільнюським музичним училищем (до 1945 року) і Вільнюською консерваторією (1945–1949), які розташовувалися в цьому ж будинку.
У 1953 році за проектом архітектора Сігітаса Ласавіцкаса будівля була відремонтована і пристосована під квартири та гуртожиток студентів консерваторії. У 1960 році в пам'ять про композитора Йонаса Бендорюса на фасаді палацу була встановлена меморіальна дошка, на поточний час відсутня.
Нині тут розміщується Державна комісія з литовської мови, Служба економа Вільнюської архиєпархії, секретаріат Конференції єпископів Литви (Lietuvos vyskupų konferencijos sekretoriatas).

## Архітектура

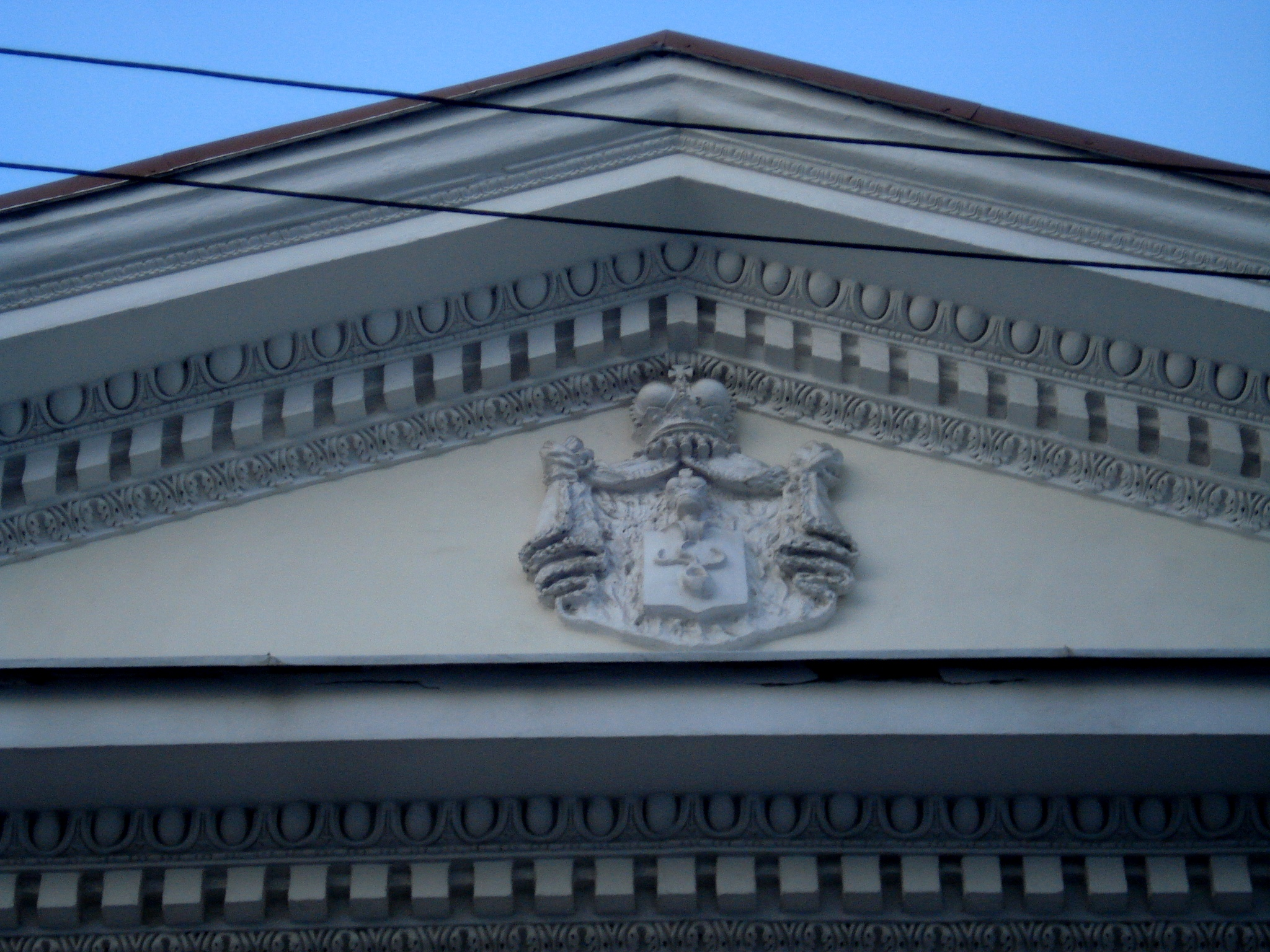
Пишний герб з двома коронами і мантією

Три двоповерхові корпуси палацу оточують двір квадратної форми, до якого ведуть ворота південного корпусу з вулиці С. Скапо. З північного боку двір закриває задній корпус будівлі на Швянтарагйо 4 (Šventaragio g. 4). Головний південний і західний корпус виходять на вулицю С. Скапо. Стіни складені з цегли (частина готичної кладки) й покриті штукатуркою.

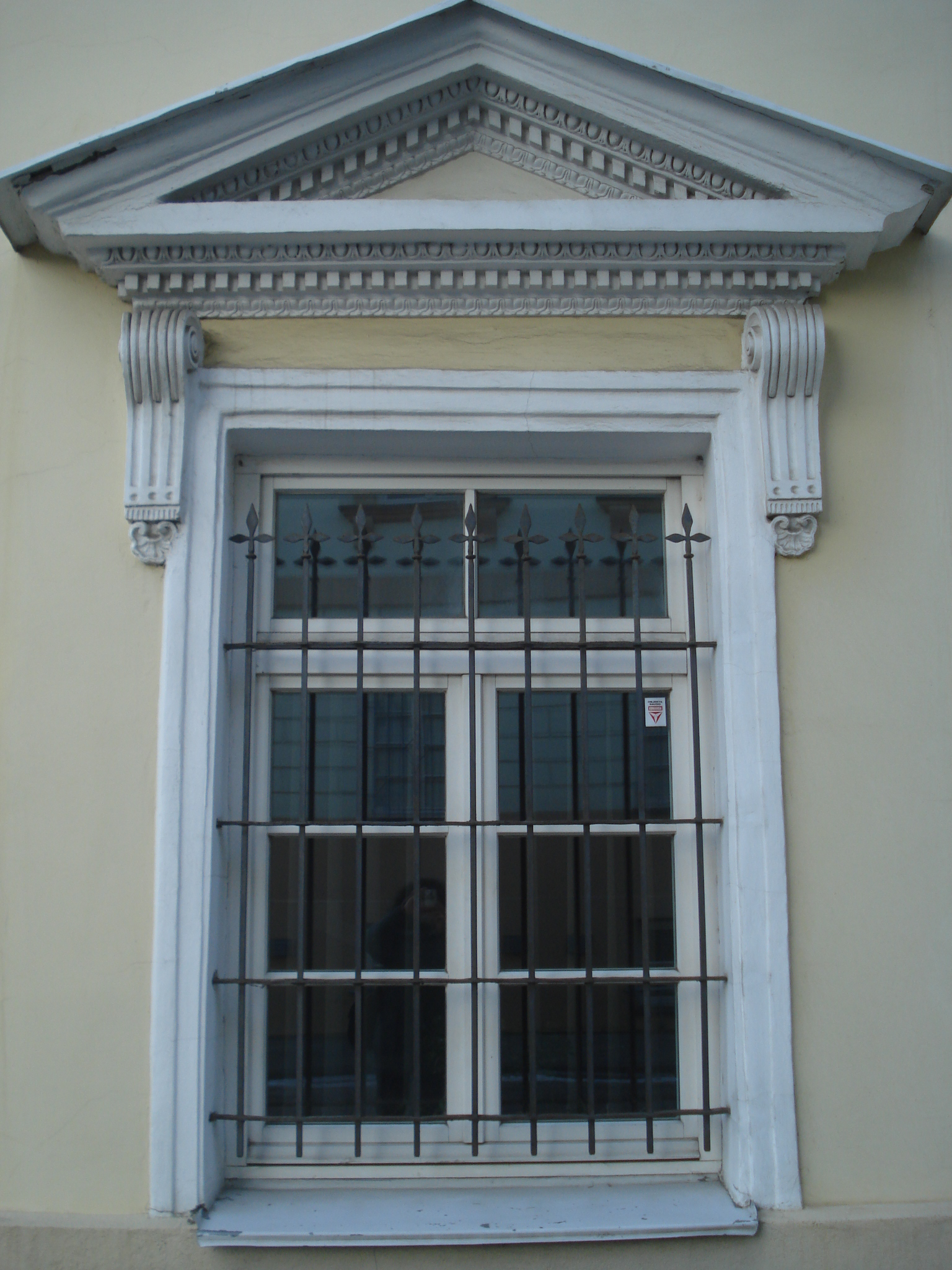
Вікно із сандриком

Головний фасад майже симетричний. Вісь симетрії акцентують чотири іонічні напівколони, що імітують портик, і трикутний фронтон, бубон якого прикрашає картуш з рельєфним гербом. Напівколони згруповані по дві з обох боків воріт. Такими портиками великого ордера любив підкреслювати головні фасади двоповерхових палаців Мартін Кнакфус.
Вікна нижнього поверху з обрамленням і трикутними сандриками. Над вікнами другого поверху розташовуються пластини з рельєфними рослинними мотивами. Кути палацу підкреслені рустом.